# Milena Slupina

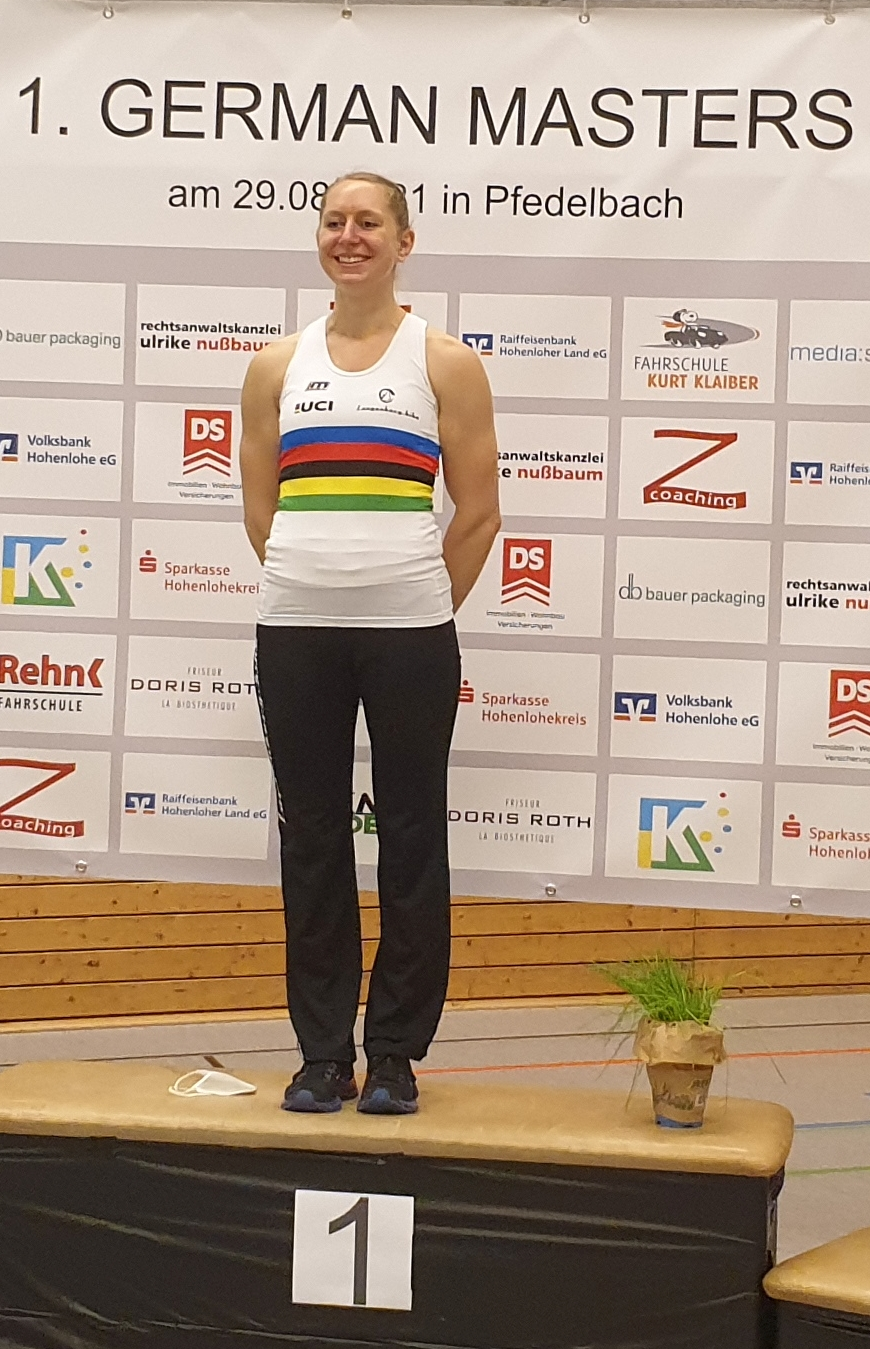
Milena Slupina bei den 1. German Masters in Pfedelbach am 29. August 2021

Milena Slupina (* 18. April 1995) ist eine deutsche Radsportlerin und dreifache Weltmeisterin im Einer-Kunstradfahren (2017, 2019, 2021).

## Werdegang
Milena Slupina ist seit 2005 im Kunstradfahren aktiv. Sie lebt in Bernlohe (Roth) und wird trainiert von Petra Slupina, ihrer Mutter. Von 2011 bis 2013 war sie Mitglied der Junioren-Nationalmannschaft.
Im Oktober 2016 gewann Milena Slupina vom TSV Bernlohe als jüngstes Mitglied der sechsköpfigen deutschen Nationalmannschaftskaders die Deutsche Meisterschaft im Kunstradfahren.
Bei den Hallenradsport-Weltmeisterschaften 2017 in Dornbirn, 2019 in Basel sowie 2021 in Stuttgart holte sich die Bernloherin jeweils die Goldmedaille im Kunstradfahren-Einer. Zwischen 2018 und 2021 gewann sie sieben Mal im neugeschaffenen UCI-Kunstrad-Weltcup und holte zweimal die Gesamtwertung.

## Erfolge im Kunstradfahren
2021
- Weltmeisterin, Einer-Kunstradfahren
- Weltcup-Gesamtsiegerin, Einer-Kunstradfahren

2019
- Weltmeisterin, Einer-Kunstradfahren
- Deutsche Meisterin, Einer-Kunstradfahren
- Weltcup-Gesamtsiegerin, Einer-Kunstradfahren

2018
- Deutsche Meisterin, Einer-Kunstradfahren[5]
- Vize-Weltmeisterin, Einer-Kunstradfahren

2017
- Weltmeisterin, Einer-Kunstradfahren

2016
- Deutsche Meisterin, Einer-Kunstradfahren

2013
- Europameisterin, Einer-Kunstradfahren

2009
- Deutsche Schülermeisterin